# Cymbiapophysa bettycita
Espèce
Cymbiapophysa bettycita est une espèce d'araignées mygalomorphes de la famille des Theraphosidae.

## Distribution
Cette espèce est endémique de la province de Cotopaxi en Équateur,. Elle se rencontre vers Palo Quemado.

## Description
Le mâle holotype mesure 21,51 mm.

## Systématique et taxinomie
Cette espèce a été décrite par Peñaherrera-R. et Ghía, en 2025.

## Étymologie
Cette espèce est nommée en l'honneur de Betty Zoraida Quezada Moreno.

## Publication originale
- Peñaherrera-R. & Ghía, 2025 : « A new species of Cymbiapophysa Gabriel et Sherwood, 2020 (Araneae: Theraphosidae) from north-western Ecuador. » Arthropoda Selecta, vol. 34, no 2, p. 266-272.